# Segenet Kelemu
Segenet Kelemu là một nhà khoa học Ethiopia, nghiên cứu của bà được ghi nhận như là một nhà nghiên cứu bệnh học thực vật phân tử và là lãnh đạo khoa học xuất sắc. Trong gần ba thập kỷ, Kelemu và nhóm nghiên cứu của bà đã góp phần giải quyết những hạn chế về nông nghiệp ở châu Phi, châu Á, châu Mỹ Latin và Bắc Mỹ.
Từ năm 2013, Tiến sĩ Kelemu là Tổng giám đốc của Trung tâm Quốc tế về Sinh thái và Sinh lý học Côn trùng, viện duy nhất của châu Phi chuyên nghiên cứu về côn trùng và động vật chân đốt khác. Trước đó, bà là Giám đốc Khoa học sinh học phía Đông và Trung Phi (BecA); là Phó chủ tịch chương trình tại Liên minh vì một cuộc cách mạng xanh ở châu Phi (AGRA) và là lãnh đạo Quản lý sức khỏe cây trồng và nông nghiệp tại Trung tâm quốc tế về nông nghiệp nhiệt đới (CIAT).
Tiến sĩ Kelemu đã nhận được nhiều giải thưởng quốc tế bao gồm: Giải thưởng dành cho Phụ nữ trong Khoa học L'Oréal-UNESCO năm 2014; Giải Fellow của TWAS - Học viện Khoa học Thế giới; Giải Tiến sĩ danh dự của Đại học Tel Aviv vào tháng 5 năm 2016; công nhận là một trong 100 phụ nữ châu Phi có ảnh hưởng nhất Châu Phi vào tháng 5 năm 2014; đề cập đến như là một trong 10 phụ nữ châu Phi có ảnh hưởng nhất trong nông nghiệp của Tạp chí Giới tính, Nông nghiệp và An toàn lương thực (AgriGender Journal) và bầu cử là thành viên của Viện Hàn lâm Khoa học châu Phi.